# محاكاة (فلم)
 محاكاة (بالإنجليزية: Mimic) هو فيلم رعب اميركي للمخرج غوليريمو ديل تورو، تم إنتاجه في سنة 1997. رغم أن ديلتورو لم يكن راضياً بالفيلم عند نشره، ان الفيلم يحتوي على عدة امثلة من العناصر التي يحب ديل تورو ان يستعملها في افلامه. "احب نوعاً ما الحشرات، كل شيء يتعلق بالساعات، الوحوش، الاماكن المظلمة، والأجنة غير المولودة،" يقول ديل تورو، وهذا واضح في محاكاة، حيث ان كل هذه الامور مجتمعة في مشاهد طويلة من الظلام والأماكن الفوضوية. يقول صديق وزميل ديل تورو ألفونسو كوارون، "مع غوليريمو المشاهد محسوبة للغاية -لا شيء يتم من دون تخطيط.

## القصة
في مانهاتن، تقوم الصراصير بنشر مرض خطير الذي يقوم بقتل العديد من أطفال المدينة. لذلك استعمل عالمة الحشرات سوزان تايلر وزميلها بيتر مان (وهو أيضاً زوجها) الهندسة الوراثية لتطوير نسل يهوذا - وهي حشرة ضخمة ((تبدو هجينة بين الأرضه (النمل الأبيض) وحشرة فرس النبي)) التي تقوم بفرز انزيم الذي يقوم بتسريع عملية ايض الصراصير المسببة للمرض وبالتالي يؤدي لموتها. نسل يهوذا حقق نجاحاً باهراً وقام بإخماد المحنة. بما ان نسل يهوذا يحوي ذكراً واحداً فقط وهو بحزوتهم، إذاً ينبغي ان تنقرض الحشرة بعد اتمامها المهمة بغضون عدة شهور.
بعد عدة سنين، يبدأ الناس بالاختفاء في القنوات والانفاق تحت المدينة. سوزان، بيتر، وطاقم العاملين معهم يدركون بأنهم قللوا من قدرة نسل يهودا على التأقلم مع حالاته. نسل يهودا وجد طريقة للانجاب وتطور من اجل اصطياد مصدر غذاء جديد. يرتعب الجميع عند اكتشافهم ان مصدر غذاء نسل يهودا الجديد هو البشر، وقد تطورت الحشرة لتصبح بحجم الإنسان وتستعمل أيضاً المحاكاة; أي تقوم بتقليد شكل ومظهر الإنسان بدقة متناهية. وجد سوزان وبيتر ان مجموعة كبيرة من حشرات يهودا تعيش تحت المدينة مكان شبكة القطار النفقي، مع مساعدة شرطي مرور يدعى ليونارد، يقوموا بالبحث عن الحشرات (ذكر واحد ومجموعة كبيرة من الإناث) التي تتطور بشكل سريع لدرجة انها أصبحت شبيهة بالإنسان لدرجة كبيرة جداً، قبل أن تستولي على المدينة والعالم بأسره.

## بطولة
- ميرا سورفينو - د. سوزان تايلر
- جيرمي نورثام - د. بيتر مان
- جوش برولين - جوش
- تشارلز س. دوتون - ليونارد
- نورمان ريديس - جيرمي
- جيانكارلو جيانيني - ماني جافيولا
- جوليان ريتشينجس - الرجل العامل
- ف. موراي أبراهام - د. غايتس
- دوغ جونز - لونغ جون #2 (جون الطويل #2)